# 特拉维斯·格兰特
特拉维斯·格兰特（英語：Travis Grant，1950年1月1日—），美国NBA联盟前职业篮球运动员。他在1972年的NBA选秀中第1轮第13顺位被洛杉矶湖人选中。